# USS LST-350
O USS LST-350 foi um navio de guerra norte-americano da classe LST que operou durante a Segunda Guerra Mundial.